# Goya (departement)
Goya is een departement in de Argentijnse provincie Corrientes. Het departement (Spaans:  departamento) heeft een oppervlakte van 4.678 km² en telt 87.349 inwoners.

## Plaats in departement Goya
- Goya